# Storia della vaccinazione
La storia della vaccinazione inizia con il vaccino contro il vaiolo, messo a punto da Edward Jenner nel 1796. Prima del suddetto vaccino veniva praticata da molti secoli la variolizzazione, metodo che fu di premessa alla vaccinazione e con il quale si conferiva alle persone l'immunità mediante l'inoculazione di piccole quantità di agenti infettivi.

## La variolizzazione
Fin dai tempi degli antichi Greci, lo storico Tucidide, in occasione della peste che aveva colpito Atene nel 430 a.C., osservò che le persone guarite, raramente si ammalavano una seconda volta e mai in maniera grave. Intorno all'anno 1000, in Cina e in India, fu sviluppata, sulla base di testi come il Manusmṛti, un metodo di prevenzione del vaiolo chiamato variolizzazione. Tale pratica consisteva nell'estrazione di materiale infettivo proveniente dalle pustole di un malato di vaiolo lieve o in via di guarigione (Variola minor), e nel suo innesto sotto pelle alle persone sane affinché esse si contagiassero; dopo che l'infezione era stata superata, i soggetti che avevano ricevuto tale tipo di trattamento risultavano immuni dalle forme più gravi della malattia (Variola vera e Variola haemorragica). Nel XVIII secolo la variolizzazione era diffusa, oltre che in Cina ed India, anche nell'Impero ottomano e, solamente più tardi, raggiunse l'Europa.
È parere di numerosi storici che questa tecnica sia stata introdotta in Inghilterra nella prima metà del secolo e che Lady Mary Wortley Montagu, una scrittrice famosa all'epoca per le sue idee progressiste, abbia svolto un ruolo chiave nella sua diffusione. La Montagu, infatti, il cui marito era ambasciatore in Turchia, sarebbe venuta a conoscenza a Istanbul della variolizzazione dopo essere rimasta sfigurata durante l'epidemia di vaiolo a Londra del 1715. La variolizzazione, anche se risultava una pratica efficace per combattere il vaiolo, era spesso pericolosa a causa dell'utilizzo del virus umano vivo, tuttavia essa trovava un solido appoggio nell'esperienza empirica dell'epoca. Samuel Tissot, infatti, grande divulgatore popolare della nuova medicina, scrisse così nel 1782: “Il vaiolo è la più generale di tutte le malattie dato che su cento persone solo quattro o cinque gli sfuggono; è pur vero che se colpisce tutti, colpisce una sola volta e, quando lo si sia contratto si è per sempre protetti”. Secondo alcune recenti stime solo il 2-3 % delle persone inoculate morivano di vaiolo contro una percentuale del 20-60% di morti tra i non immunizzati che contraevano la stessa malattia; per queste ragioni la conoscenza della variolizzazione raggiunse entro la fine del XVIII secolo la maggior parte dei Paesi europei e del Nord America, anche se rimase utilizzata in maniera piuttosto limitata.

## Edward Jenner e la vaccinazione

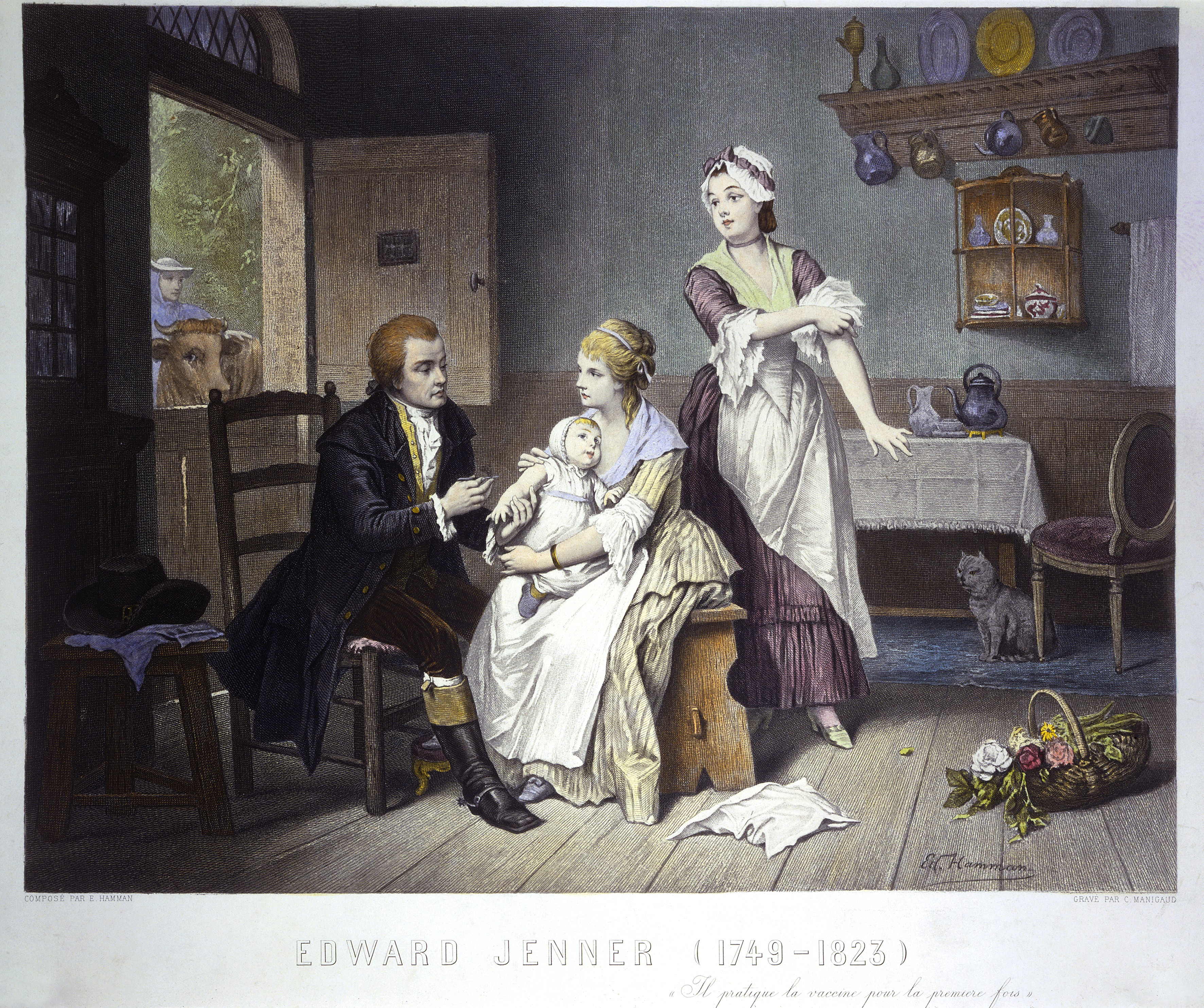
Edward Jenner mentre vaccina suo figlio tra le braccia di Mrs Jenn Wellcome

La scoperta della vaccinazione, come tecnica per sconfiggere le malattie infettive, risale al 1796 per opera di un medico di campagna britannico: Edward Jenner (1749-1823). Era noto all'epoca che i contadini, che avevano contratto il vaiolo bovino (cowpox) durante la mungitura delle mucche, una volta superata la malattia, non si ammalavano della variante umana del vaiolo (smallpox), di gran lunga più grave. Jenner seppe cogliere l'utilità pratica che tale situazione poteva offrire e, pertanto, nel maggio del 1796 iniettò del materiale preso da una pustola di vaiolo bovino contratto da una giovane donna, figlia di un contadino del posto, a un bambino di 8 anni (James Phipps). 
Dopo alcuni mesi il bambino venne nuovamente inoculato quest'ultima volta con il vaiolo umano, ma, come ci si aspettava, non successe nulla. Jenner giunse alla conclusione che, evidentemente, qualcosa nel corpo del bambino lo preservasse ormai dal contagio, anche se non lo seppe identificare con precisione. Le ricerche di Edward Jenner sulla vaccinazione, come tecnica di prevenzione del vaiolo, posero le basi ai successivi studi sulla natura delle malattie infettive e allo sviluppo dell'immunologia nel corso del XIX secolo. Il suo lavoro è stato il primo tentativo scientifico di controllare una malattia infettiva mediante vaccinazione; la scoperta fu talmente importante che in Inghilterra, a partire dal 1840, la vaccinazione divenne obbligatoria per tutti. Jenner ha iniziato il lungo processo che ha portato all'eliminazione con successo del virus del vaiolo nel 1980.

## Sviluppi della vaccinazione
In seguito al successo ottenuto con la vaccinazione anti-vaiolo, i ricercatori cercarono di estendere la vaccinazione ad altre malattie infettive. I primi tentativi di immunizzazione contro morbillo, sifilide e tubercolosi non diedero, però, i risultati attesi. Importanti traguardi nello studio di malattie infettive come la Tubercolosi, il carbonchio e la rabbia, si raggiunsero dopo la metà dell'800 grazie, soprattutto, alle ricerche di importanti studiosi come il medico tedesco Robert Koch (1843–1910) e il biologo e chimico francese Louis Pasteur (1822–1895), considerato il fondatore della microbiologia. Pasteur riuscì infatti a vincere diverse infezioni batteriche come il carbonchio preparando i vaccini a partire dalle colture “indebolite” dei bacilli: a queste colture di batteri attenuati in laboratorio il ricercatore francese diede il nome di vaccini (da vacca, in onore della scoperta di Edward Jenner). I risultati più importanti furono ottenuti da Pasteur nello studio della rabbia usando per la prima volta un suo virus attenuato per ottenere l'immunità contro l'infezione.

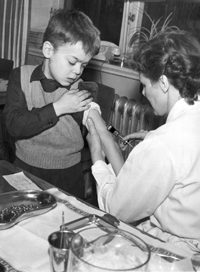
Vaccinazione antipolio in Svezia 1957

La creazione di varietà batteriche o virali con virulenza attenuata, ma capaci di conferire protezione alle forme più aggressive delle malattie, rappresenta un importante progresso verso le forme di vaccinazioni che si utilizzeranno nel Novecento. Nel 1901, il medico e batteriologo Emil Adolf von Behring (1854- 1917), vinse il Premio Nobel per la medicina, in seguito allo sviluppo della terapia contro la tossina difterica utilizzando il siero dal sangue di animali infettati con forme attenuate del batterio difterico. La terapia di Behring si basava sull'utilizzo di anticorpi presenti nel siero e risulta essere la prima a base di antisieri. I vaccini anti difterite e anti tetano diventeranno disponibili solo alla fine del 1920, in seguito alla scoperta del trattamento di disattivazione delle tossine batteriche da parte del veterinario francese Gaston Ramon. La scoperta di Ramon rappresenta un passo avanti nello sviluppo della vaccinazione: i due vaccini preparati secondo il metodo da lui sperimentato provocavano immunizzazione inoculando soltanto una parte del microrganismo, una sua sub-unità (in genere proteine), e non più il patogeno intero.

## La poliomielite e la vaccinazione di massa
Verso la fine del 1800, nonostante i continui passi avanti nel campo della medicina, le vaccinazioni non riuscirono a diffondersi tra la popolazione a causa sia dei limiti nella ricerca scientifica, sia per la mancanza di campagne di informazione sulla salute pubblica. La situazione cambiò radicalmente all'inizio del ‘900, quando importanti epidemie di poliomielite, una grave malattia virale causata dal poliovirus, scoppiarono in Europa e poi negli Stati Uniti. Alla metà degli anni '50, con l'intensificarsi delle epidemie, nacque l'esigenza di sviluppare un vaccino da rendere disponibile a tutta la popolazione. 
Il primo vaccino contro la poliomielite, sviluppato nel 1952 da Jonas Salk (1914–1995), era costituito da virus disattivati con la formaldeide secondo il metodo scoperto da Ramon. 
Il secondo vaccino, sviluppato nel 1957 da Albert Bruce Sabin (1906–1993), fu ottenuto utilizzando il poliovirus fatto riprodurre più volte in cellule non umane e a temperature inferiori a quelle preferite dal patogeno; la vaccinazione antipolio su scala mondiale ebbe inizio nel 1963 con il vaccino di Sabin. Tra le due tipologie di vaccinazione, infatti, prevalse infine quella di Sabin perché, oltre a essere somministrabile oralmente invece di richiedere un'iniezione intramuscolare, era meno costosa di quella di Salk.
In Italia durante il fascismo fu avviata la vaccinazione di massa, con il Regio Decreto 27 luglio 1934, n. 1265, quando fu resa obbligatoria la vaccinazione antivaiolosa, fino alla sua sospensione con la Legge n.323/1977. Sempre durante il regime fascista, con la legge n.891/1939, fu resa obbligatoria la vaccinazione contro la difterite per tutti i bambini fino a 10 anni di età.
Nel 1967 una campagna di vaccinazione globale fu avviata sotto la tutela dell'Organizzazione mondiale della sanità (WHO) per cercare di debellare il vaiolo in tutto il mondo. L'8 Maggio 1980 l'Organizzazione mondiale della sanità (WHO) ha dichiarato la definitiva eradicazione della malattia: uno dei più notevoli successi nella storia della medicina.

## Polemiche sulla vaccinazione e antivaccinismo

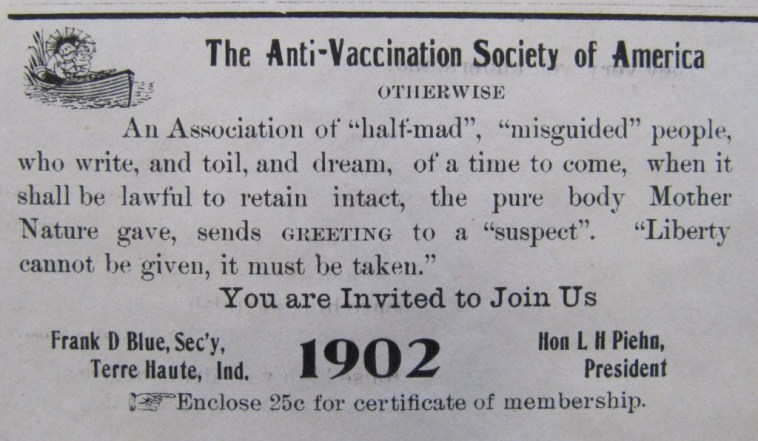
Manifesto del 1902 fatto stampare dalla Anti-Vaccination Society of America

Fin dall'epoca di Edward Jenner, la vaccinazione è stata sempre oggetto di discussione tra sostenitori e oppositori. Le motivazioni a opporsi erano spesso di carattere ideologico (essa implicava di fatto l'inserimento di materia “animale” nel corpo umano) e di carattere religioso: entravano in gioco, infatti, la concezione del male, della predestinazione e del diritto di opporsi alla natura. Verso la fine del 1800, gli oppositori alla vaccinazione (antivaccinisti) riuscirono a far eliminare in Inghilterra l'obbligo della vaccinazione. In seguito a questa decisione il numero dei vaccinati si ridusse della metà e aumentarono i casi di malattia e di morte per malattia infettiva. Il movimento degli antivaccinisti trovò un consenso tanto alto che nel 1863 a Londra fu fondata un'associazione internazionale contro la vaccinazione: la "Societas Universa contra Vaccinum Virus". 
Secondo gli oppositori, la vaccinazione, oltre a essere inutile e dannosa, era una violazione della libertà personale che lo Stato non aveva il diritto di imporre e pertanto paragonabile a un crimine intollerabile. Nel 1998, l'ex medico e chirurgo Andrew Wakefield diffuse una pubblicazione scientifica su “Lancet” in cui sosteneva la correlazione tra la somministrazione del vaccino trivalente (morbillo, parotite e rosolia) con le malattie intestinali, poi correlate in successive ricerche anche con l'autismo. L'articolo di Wakefield viene considerato un tentativo di correlare la patologia dell'autismo alle vaccinazioni - circostanza non dimostrata - e determinò nel Regno Unito e in altri Paesi una notevole diminuzione delle vaccinazioni con il conseguente aumento dell'incidenza del morbillo e delle sue complicanze. Studi e ricerche scientifiche eseguite in seguito alla pubblicazione di Wakefield smentirono le teorie del medico inglese. La ricerca più recente, del 2014, dimostra che l'origine dell'autismo risiede in alterazioni genetiche congenite, prenatali, e non è dovuta ai vaccini; tuttavia, sostenitori delle teorie di Wakefield continuano ancora oggi la battaglia antivaccinale.

## L'importanza sociale della vaccinazione

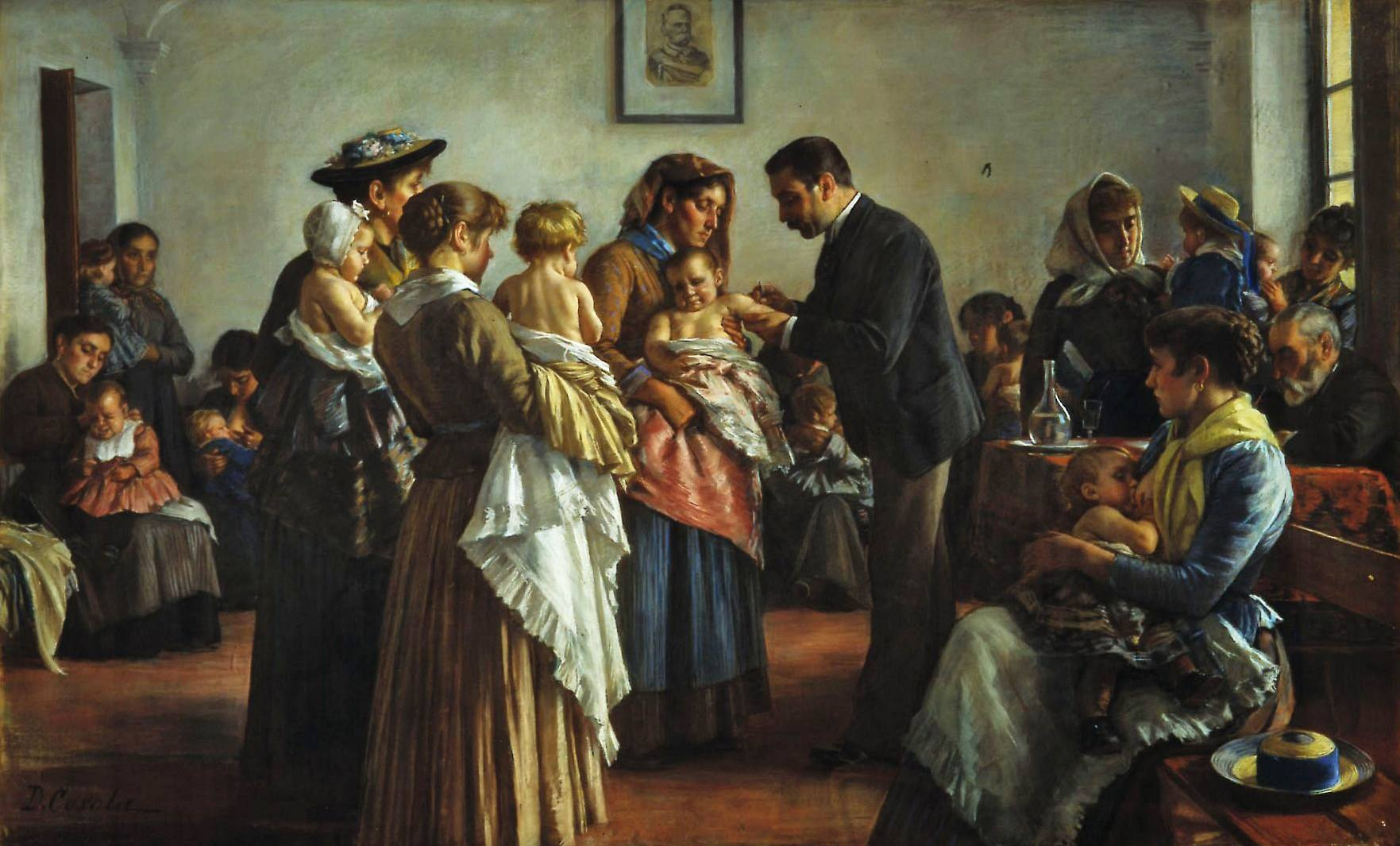
Demetrio Cosola, La vaccinazione nelle campagne (1894)

La vaccinazione ha avuto e continua ad avere importanti ricadute sociali sul singolo individuo e sulla collettività. Il suo valore fu compreso fin da subito in ambiente militare tanto che, nel 1801, l'esercito inglese cominciò ad adottare la tecnica di Jenner e persino Napoleone, una volta andato al potere, fece vaccinare suo figlio Napoleone II e ordinò campagne di vaccinazioni in tutto l'Impero. La copertura vaccinale contro le malattie infettive permette di ridurre la proliferazione del patogeno responsabile, e di conseguenza garantisce protezione alla comunità. Le ricadute sulla salute sono considerevoli per quanto riguarda l'attenuazione dei danni provocati dalla malattia e dalle sue complicanze (morbosità, mortalità, ricorso a cure mediche, ospedalizzazioni) e inoltre per la diminuzione della spesa sia diretta sia indiretta. Non è casuale che, nel Piano Sanitario Nazionale Italiano del 1994-1996, le vaccinazioni siano state inserite tra i livelli di assistenza sanitaria che il Servizio Sanitario Nazionale (SSN) deve garantire ai cittadini.